# Pelanduk
Pelanduk is een bestuurslaag in het regentschap Indragiri Hilir van de provincie Riau, Indonesië. Pelanduk telt 3502 inwoners (volkstelling 2010).